# Джон Квіґін
Джон Квіггін (англ. John Quiggin, народився 29 березня 1956 року) — австралійський економіст, професор і член ради зі зміни політики органів уряду Австралії.

## Освіта
Квіґін у 1978 році завершив австралійський Національний університет зі ступенем бакалавра з відзнакою за спеціальністю «Математика» і отримав ступінь бакалавра економіки з відзнакою першого ступеня з університетом медалі економіки і суспільства премії в 1980 році.
У 1984 році він отримав звання Магістра економіки, захистивши курсову роботу та дисертацію в Австралійському Національному університеті і отримав звання доктора наук філософії з економіки в Університеті Нової Англії в 1988 році. Отримав приз Драммонда за найкращу докторську дисертацію.

## Академічна та професійна кар'єра
- З 1978 по 1983 Квіґін був економічним дослідником, а з 1986 року працював головним науковии економістом Бюро економіки сільського господарства, попередника Австралійського бюро економіки сільського господарства та ресурсів австралійського уряду Департаменту сільського господарства, рибальства та лісового господарства.
- 1984—1985 роки — науковий співробітник центру ресурсів та екологічних досліджень в Австралійському національному університеті.
- 1987—1988 роки — викладач, а потім старший викладач кафедри економіки сільського господарства в Університеті Сіднея.
- З 1989 року — науковий співробітник у Центрі міжнародної економіки, консалтингової фірми в Канберрі.
- 1989—1990 роки — ад'юнкт-професор в Департаменті сільського господарства і ресурсної економіки Мерілендському університеті (Коледж-Парк),
- 1991—1992 роки — співробітник Науково-дослідного школи соціальних наук Австралійського національного університету. Згодом Джон стає старшим науковим співробітником (1993—1994 роки) і професором (1995) в Центрі політичних досліджень з економічної Австралійського національного університету
- 1996—1999 роки — професор економіки в Австралійській дослідницькій раді, старший науковий співробітник в університеті Джеймса Кука.
- 2000—2002 роки — працює в Австралійській дослідницькій раді старшим науковим співробітником Австралійського національного університету і ад'юнкт-професором в технологічному університеті Квінсленда
- З 2003 — працює в Університеті Квінсленда, професор у школі економіки і школи політології та міжнародних досліджень.
- 2003—2006 — ад'юнкт-професор Австралійського національного університету
- З 2011-го — професор в Університеті Джона Хопкінса

## Нагороди
Квіґін є одним з найкращих економістів в Австралії, він друкується у багатьох журналах, його виступи масово цитують інші наукові працівники в своїх роботах. Джон вважається одним з 5 % найкращих економістів світу за версією IDEAS/RePEc, що складає подібний рейтинг з 2004 році.
Квіґіна неодноразово був нагороджували і визнавали його дослідження. Він двічі отримував стипендію австралійської дослідницької ради.
Джона удостоєно медаллю австралійської академії соціальних наук в 1993 і в 1996 роках, з 2011 року він є членом Економетричного товариства.

## Праці
- 1996 — «Великі надії»: мікроекономічні реформи в Австралії, Сідней, ISBN 1-86448-236-2;
- 1998 — Питання оподаткування: керівництво до податкової дебати в Австралії, преса UNSW, Сідней, ISBN 0-86840-441-1;
- 1998 — "Соціал-демократії і ринкових реформ в Австралії та Новій Зеландії, " Oxford Review of Public Policy, 14(1), с. 79-109;
- 2000 — Невизначеність, виробництво, вибір і свобода волі: Cambridge University Press, Нью-Йорк, ISBN 0-521-62244-1 (з Робертом G палат) ;
- 2001 — "Демографія та нової економіки, " Journal of Population Research, 18(2), p p. 177—193;
- 2010 — Зомбі-Економіка: скільки мертвих ідей, як і раніше ходять серед нас. Princeton University Press ISBN 0-691-14582-2;
- 2012 — «Перспективи Кейнсіанської утопія», Aeon Magazine, 27 Вересня 2012;